# Túbulo contorcido proximal

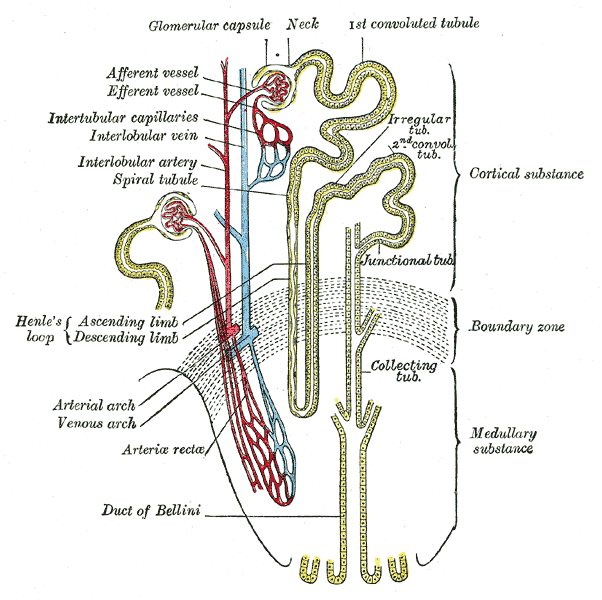

O túbulo contorcido proximal ou parte convoluta do túbulo proximal ou pars convoluta do túbulo proximal, é o seguimento inicial do túbulo proximal, segundo a padronização da International Union of Physiological Sciences. Trata-se de uma estrutura tubular microscópica e retorcida, daí o nome convoluto ou contorcido. O túbulo proximal como um todo, é formado pela parte convoluta e pela parte reta.